# Amschel Mayer Rothschild
Amschel Mayer von Rothschild (Frankfurt na Majni, 12. lipnja 1773. – Frankfurt na Majni, 6. prosinca 1855.), njemački bankar i barun od 1822. godine, židovskog porijekla, član dinastije Rothschilda. Bio je drugo dijete i najstariji sin Mayera Amschela Rothschilda (1744. – 1812.), osnivača bogate i utjecajne bankarske dinastije Rothschilda i Gutle Schnapper (1753. – 1849.). Bio je veoma pobožan i konzervativan.
Godine 1812. naslijedio je oca na čelu bankarske kuće u Frankfurtu na Majni. Godine 1817. proglašen je plemićem, a 1822. godine dobio je naslov baruna. Oženio se 16. studenog 1796. godine s Evom Hanau, ali nisu imali potomaka, zbog čega su njegove poslove i imetak naslijedili sinovi njegove braće.